# 東京パソコンクラブ
『東京パソコンクラブ 〜プログラミング女子のゼロからゲーム作り〜』（とうきょうパソコンクラブ 〜プログラミングじょしのゼロからゲームづくり〜）は、2022年4月16日から2025年3月22日までBSテレ東で毎週土曜 0:00 - 0:30（金曜深夜）に放送されていた乃木坂46のメンバーがプログラミングを学ぶドキュメンタリー番組である。
2025年4月5日（4日深夜）からは、地上波に移行して放送し、さらにサブタイトルも「〜プログラミング女子のゼロからゲーム作り〜」から「〜女子だけのゲーム秘密組織〜」に変更となった。

## 概要
乃木坂46のメンバー3人（吉田綾乃クリスティー、弓木奈於、林瑠奈）がオリジナルゲームを作ることを目標に、ゼロからゲームプログラミングを学ぶドキュメンタリー番組。
初回収録で偽番組のロケで呼び出した3人にサプライズ演出でレギュラー出演決定が伝えられた。
ナレーションは佐藤璃果（乃木坂46）が務める。なお佐藤も偽番組で呼び出されている。
放送終了直後の毎週土曜 0:59（金曜深夜）より各配信サイトにて見逃し配信が開始される。以前は毎週水曜 19:00よりスピンオフ動画が配信されていた。

## 出演者
松丸以外は乃木坂46メンバー
- 吉田綾乃クリスティー
- 弓木奈於
- 林瑠奈（2023年6月3日[1] - ）※2023年7月1日放送分から11月4日放送分まで活動休止。11月11日放送分でナレーターとして復帰[22]

ナレーション
- 佐藤璃果（ナレーション）
ナレーション代理
  - 金川紗耶 #12（出演もしている）
  - 松丸友紀（当時テレビ東京アナウンサー） #20、#23
  - 小川彩 #50 - #52（佐藤璃果が当番組のロケ参加のため）
  - 菅原咲月 #98、＃100（佐藤璃果が『乃木坂46 36thSGアンダーライブ』出演のため）
  - 筒井あやめ #99、#101（同上）

### 過去の出演者
- 金川紗耶（放送開始 - 2023年3月25日）

## ゲスト出演
| 2023年   | 2023年     | 2023年 | 2023年 |
| 放送日   | ゲスト     | 備考   |        |
| -------- | ---------- | ------ | ------ |
| 4月8日   | 一ノ瀬美空 |        |        |
| 4月15日  | 一ノ瀬美空 |        |        |
| 4月29日  | 松尾美佑   |        |        |
| 5月6日   | 松尾美佑   |        |        |
| 7月29日  | 伊藤理々杏 |        |        |
| 8月5日   | 伊藤理々杏 |        |        |
| 8月12日  | 伊藤理々杏 |        |        |
| 8月19日  | 伊藤理々杏 |        |        |
| 9月2日   | 阪口珠美   |        |        |
| 9月9日   | 阪口珠美   |        |        |
| 9月30日  | 中西アルノ |        |        |
| 10月7日  | 中西アルノ |        |        |
| 10月14日 | 岩本蓮加   |        |        |
| 10月28日 | 岩本蓮加   |        |        |
| 11月4日  | 筒井あやめ |        |        |
| 11月11日 | 筒井あやめ |        |        |

| 2024年  | 2024年   | 2024年 | 2024年 |
| 放送日  | ゲスト   | 備考   |        |
| ------- | -------- | ------ | ------ |
| 8月10日 | 樋口日奈 |        |        |

## 放送時間
| 放送期間                                     | 放送日時                     | 放送局                | 対象地域       | 備考                    |
| -------------------------------------------- | ---------------------------- | --------------------- | -------------- | ----------------------- |
| 2022年4月16日 - 2025年3月22日                | 土曜 0:00 - 0:30（金曜深夜） | BSテレ東 / BSテレ東4K | 日本全域       | 制作局                  |
| 2023年1月11日 - 2025年4月16日 2025年7月1日 - | 水曜 1:30 - 2:00（火曜深夜） | テレビ北海道          | 北海道         | 遅れネット              |
| 2025年4月7日-                                | 月曜 0:50 - 1:20（日曜深夜)  | テレビせとうち        | 岡山県・香川県 | 遅れネット              |
| 2025年4月8日 - 2025年4月22日                 | 火曜 1:30 - 2:00（月曜深夜)  | テレビ愛知            | 愛知県         | 最後の3回のみ遅れネット |

| 配信期間                      | 配信時間                 | 配信サイト     | 備考                         |
| ----------------------------- | ------------------------ | -------------- | ---------------------------- |
| 2022年4月16日 - 2025年4月5日  | 土曜 0:59 - （金曜深夜） | ネットもテレ東 | 放送終了後にアーカイブ配信。 |
|                               |                          | TVer           | 放送終了後にアーカイブ配信。 |
| 2022年4月16日 - 2023年3月31日 |                          | GYAO!          | 放送終了後にアーカイブ配信。 |
| 2024年9月21日 -               |                          | Lemino         | 放送終了後にアーカイブ配信。 |

2022年10月8日（7日深夜）は、『世界卓球2022 中国』の団体戦の期間のため。放送休止
2023年5月27日（26日深夜）は、『世界卓球2023 南アフリカ』の大幅な延長のため。放送時間が2:54 - 3:24に繰り下げ。

## 音楽
オープニング
- 乃木坂46「Rewindあの日」（2022年4月16日 - 2023年6月3日）
- 乃木坂46「スカイダイビング」（2022年7月8日、7月22日）
- 乃木坂46「意外BREAK」（2023年6月10日 - ）

挿入歌
- 乃木坂46「スカイダイビング」（2022年4月16日 - 2023年6月3日）
- 乃木坂46「Hard to say」（2023年6月10日 - ）

エンディング
- JUDY AND MARY「そばかす」（2022年4月16日 - ）

## スタッフ
- 構成：池谷勇太、佐々木貴博
- 美術：テレビ東京アート
- 編集・MA：aaiスタジオ
- 編集：細谷広大
- MA：坂入寛章
- タイトルロゴ：ZUMA[32]
- CG：ODDJOB
- 宣伝：大川優子（テレビ東京）
- デスク：出家李紅（テレビ東京）
- 編成：荻野史歩（BSテレ東）
- AD：満井麻里愛
- ディレクター：入倉悠、福田龍誠、牧野由佳
- チーフディレクター：井戸田健
- プロデューサー：風見裕子、鈴木晴遼
- 演出・プロデューサー：岩下裕一郎（テレビ東京）[33]
- 協力：ユニティ・テクノロジーズ・ジャパン
- 技術協力：スウィッシュ・ジャパン
- 制作協力：オクタゴン
- 制作著作：BSテレ東、テレビ東京

- 編集：安田周平
- 番組宣伝：町田晃子（テレビ東京）
- 編成：川合真鈴（BSテレ東）
- AD：関緒美、平林健太朗、海野大河（Q-inc.）、熊岡達伸
- ディレクター：藤原康太（Q-inc.）、服部大（Q-inc.）
- プロデューサー：笹野健太郎（Q-inc.）
- エグゼクティブ・プロデューサー：伊藤隆行（テレビ東京）
- 技術協力：東京オフラインセンター、BULL BULL
- 制作協力：Q-inc.

## 再放送
視聴者の要望を受け、4回に1度のペースで過去の放送の再放送を行うことが番組公式Twitterで発表された。基本的には第3金曜日のみ再放送となっているが2023年6月17日、6月24日、9月16日、9月23日のみ2週連続で再放送が行われた。
| 放送日   | 放送回 |
| 2022年   | 2022年 |
| -------- | ------ |
| 9月30日  | #001   |
| 11月25日 | #002   |
| 12月16日 | #003   |
| 2023年   |        |
| 2月25日  | #004   |
| 4月1日   | #005   |
| 4月22日  | #006   |
| 5月27日  | #007   |
| 6月17日  | #008   |
| 6月24日  | #009   |
| 7月22日  | #010   |
| 8月26日  | #011   |
| 9月16日  | #012   |
| 9月23日  | #013   |
| 12月16日 | #014   |
| 12月30日 | #015   |
| 2024年   |        |
| 1月20日  | #016   |
| 2月24日  | #017   |

## 特別編
- 東京パソコンクラブ〜ゲームの日SP〜（2022年11月23日放送）17:00 - 17:29

## 東京パソコンクラブ 〜女子だけのゲーム秘密組織〜
『東京パソコンクラブ 〜女子だけのゲーム秘密組織〜』（とうきょうパソコンクラブ 〜じょしだけのゲームひみつそしき〜）は、2025年4月5日からテレビ東京で毎週土曜 2:00 - 2:30（金曜深夜）に放送されている乃木坂46のメンバーが出演するドキュメンタリー番組である。

### 出演者
- 吉田綾乃クリスティー
- 弓木奈於
- 林瑠奈

ナレーション
- 佐藤璃果

### ゲスト
| 2025年  | 2025年     | 2025年                                                    |
| 放送日  | ゲスト     | 備考                                                      |
| ------- | ---------- | --------------------------------------------------------- |
| 5月10日 | 五百城茉央 |                                                           |
| 5月17日 | 五百城茉央 |                                                           |
| 6月14日 | 五百城茉央 | 5月31日放送分が都合により放送内容変更になったための対応。 |
| 6月21日 | 奥田いろは |                                                           |
| 6月28日 | 奥田いろは |                                                           |
| 7月05日 | 奥田いろは |                                                           |

### 音楽
オープニング（映像とともに週替わり）
- 人は夢を二度見る
- Rewindあの日
- Wilderness world
- 意外BREAK

### 放送時間
| 放送期間       | 放送日時                     | 放送局       | 対象地域   | 備考       |
| -------------- | ---------------------------- | ------------ | ---------- | ---------- |
| 2025年4月5日 - | 土曜 2:00 - 2:30（金曜深夜） | テレビ東京   | 関東広域圏 | 制作局     |
| 2025年4月23日- | 水曜 1:30 - 2:00（火曜深夜） | テレビ北海道 | 北海道     | 遅れネット |
| 2025年4月29日- | 火曜 1:30 - 2:00（月曜深夜)  | テレビ愛知   | 愛知県     | 遅れネット |

| 配信期間       | 配信時間                 | 配信サイト     | 備考                         |
| -------------- | ------------------------ | -------------- | ---------------------------- |
| 2025年4月5日 - | 土曜 2:30 - （金曜深夜） | ネットもテレ東 | 放送終了後にアーカイブ配信。 |
|                |                          | TVer           | 放送終了後にアーカイブ配信。 |
|                |                          | Lemino         | 放送終了後にアーカイブ配信。 |

### 特別編
- 東京パソコンクラブ #0 1.5時間SP（2025年3月30日（29日深夜）テレビ東京のみ放送）3:00 - 4:30[34]